# Akademické mistrovství světa v judu 2004
17. Akademické mistrovství světa v judu proběhlo v hale Sportovní univerzity (GTSOLIFK) v Moskvě, Rusko v období 16. až 19. prosince 2004. Hlavním organizátorem mistrovství byla Mezinárodní federace univerzitního sportu (FISU).

## Program
- ČT - 16.12.2004 - těžká váha (+100 kg, +78 kg) a polotěžká váha (−100 kg, −78 kg) a střední váha (−90 kg, −70 kg)
- PÁ - 17.12.2004 - polostřední váha (−81 kg, −63 kg) a lehká váha (−73 kg, −57 kg)
- SO - 18.12.2004 - pololehká váha (−66 kg, −52 kg) a superlehká váha (−60 kg, −48 kg) a kategorie bez rozdílu vah
- NE - 19.12.2004 - soutěž týmů

## Česká stopa
Výsledky českých reprezentantů v judu 2004
- -60 kg – Libor Švec I
- -66 kg – Jiří Vaněk
- -81 kg – Jiří Pokorný
- -70 kg – Andrea Pokorná

## Výsledky – váhové kategorie

### Muži
| Kategorie | Zlato                    | Stříbro                 | Bronz                    | Bronz                    |
| --------- | ------------------------ | ----------------------- | ------------------------ | ------------------------ |
| -60 kg    | Kazuo Jonetomi (JPN)     | Mohsen Zakarija (IRI)   | Čo Nam-suk (KOR)         | Sergej Novikov (BLR)     |
| -66 kg    | Miklós Ungvári (HUN)     | Samir Bouheraoua (FRA)  | Alessandro Bruyere (ITA) | Mindija Chomizuri (GEO)  |
| -73 kg    | Shokir Muminov (UZB)     | Francesco Bruyere (ITA) | Jun Či-sop (KOR)         | Ákos Braun (HUN)         |
| -81 kg    | Kwon Jong-u (KOR)        | Ole Bischof (GER)       | Xurshid Nabiev (UZB)     | Nikolaj Borkovskij (BLR) |
| -90 kg    | Gerhard Dempf (GER)      | Tagir Chajbulajev (RUS) | Pak Son-u (KOR)          | Roman Honťuk (UKR)       |
| -100 kg   | Rjú Mijalković (SCG)     | Takamasa Anai (JPN)     | Giorgi Kizilašvili (GEO) | Abbás Falláh (IRI)       |
| +100 kg   | Alexandr Michajlin (RUS) | Abdulla Tangriev (UZB)  | Obren Božović (SCG)      | Kim Song-pom (KOR)       |

### Ženy
| Kategorie | Zlato                     | Stříbro                   | Bronz                   | Bronz                       |
| --------- | ------------------------- | ------------------------- | ----------------------- | --------------------------- |
| -48 kg    | Majumi Takaraová (JPN)    | Francesca Congiaová (ITA) | Emilie Laffontová (FRA) | Jekatěrina Rozumovová (BLR) |
| -52 kg    | Audrey La Rizzaová (FRA)  | Hiromi Osakiová (JPN)     | Pak Jen-mi (PRK)        | Teresa Blancová (ESP)       |
| -57 kg    | Džuri Mijamotová (JPN)    | Valentina Aloisiová (ITA) | Ilana Korvalová (FRA)   | I San-sim (PRK)             |
| -63 kg    | Marie Pasquetová (FRA)    | Claudia Malzahnová (GER)  | Érica Moraesová (BRA)   | Arina Alexandrovová (RUS)   |
| -70 kg    | Jošimi Šičidžóová (JPN)   | Gévrise Émaneová (FRA)    | Jana Dragunová (BLR)    | Andrea Pokorná (CZE)        |
| -78 kg    | Kumiko Horieová (JPN)     | Jenny Karlová (GER)       | Oksana Oblomská (BLR)   | Svetlana Fjodorovová (RUS)  |
| +78 kg    | Tea Donguzašviliová (RUS) | Katrin Beinrothová (GER)  | Julija Borisiková (BLR) | Belkıs Zehra Kayaová (TUR)  |

## Výsledky – ostatní disciplíny

### Bez rozdílu vah
|      | Zlato                   | Stříbro                   | Bronz                     | Bronz                         |
| ---- | ----------------------- | ------------------------- | ------------------------- | ----------------------------- |
| muži | Abdulla Tangriev (UZB)  | Hong Song-hjon (KOR)      | Jurij Rybak (BLR)         | Maxim Brjanov (RUS)           |
| ženy | Julija Borisiková (BLR) | Małgorzata Górnicka (POL) | Natalija Sokolovová (RUS) | Anne-Sophie Mondièreová (FRA) |

### Týmová soutěž
|      | Zlato       | Stříbro  | Bronz   | Bronz       |
| ---- | ----------- | -------- | ------- | ----------- |
| muži | Jižní Korea | Maďarsko | Rusko   | Japonsko    |
| ženy | Francie     | Rusko    | Německo | Jižní Korea |